# Moni
 I Moni, anche chiamati Djonggunu, Jonggunu o Migani, sono un gruppo etnico che vive sugli altipiani ad est del maggiore dei laghi Paniai, nella provincia autonoma indonesiana di Papua, sull'isola di Nuova Guinea.

## Storia
Un primo contatto con i Moni è stato probabilmente stabilito dalla spedizione congiunta americana e olandese del 1926 guidata da Micheal Stirling; nella sua relazione, uno dei componenti usa per indicare un vicino gruppo etnico il termine Ndani, di origine Moni, per la prima volta. Il primo incontro documentato avvenne per merito del funzionario olandese Writser Jans Cator, che nel 1937 raggiunse il villaggio di Kugapa. Nel 1939 il governatore designato, Jean Victor de Bruijn, raggiunse il villaggio di Enatorali, sui laghi Painai; nei successivi cinque anni apprese molte cose sui Moni, che descrisse nei suoi documenti come un popolo fiero, dignitoso, riservato e superiore ai confinanti nell'arte della guerra. Al termine della seconda guerra mondiale nei loro territori cominciarono a stabilirsi diverse missioni.

## Cultura
Il termine Moni deriva probabilmente dal termine usato per definire questa popolazione dal vicino gruppo etnico degli Ekari; i Moni chiamano sé stessi Me e gli appartenenti alle loro tribù Migani, che significa “la gente vera”.
Vivono in piccoli villaggi abitati dalle 10 alle 60 persone, a poca distanza gli uni dagli altri. La loro sussistenza è basata sulla coltivazione della patata dolce, del taro e di altri meno importanti vegetali; l'allevamento dei maiali costituisce anch'esso una delle principali occupazioni. Vivono in case formate da palizzate di legno e coperte da cortecce d'albero.
Gli uomini indossano un astuccio penico; gli individui in età di matrimonio cominciano a portare una cartella, indossata sul lato destro, nella quale ripongono sigarette, amuleti e conchiglie. Si adornano con collane con denti di cane o zanne di cinghiale, e nelle cerimonie indossano braccialetti di corda e si dipingono i volti. Tradizionalmente le donne non sposate portano un gonnellino di corteccia; quelle sposate coprono natiche e genitali con due o tre gonne di corde cucite tra loro con un ago d'osso. I seni sono in genere coperti da denti di cane o da altri ornamenti. Gli indumenti di foggia occidentale sono però sempre più largamente usati.
asce e coltelli in metallo importati dagli occidentali hanno lentamente sostituito gli strumenti tradizionali in pietra; i Moni portano per cacciare archi in legno. L'uso della lancia, al contrario di quanto avviene presso i vicini Dani, non è testimoniato.
La società è divisa in clan patrilineari, i cui membri non possono sposarsi tra di loro. Il legame di solidarietà tra clan non è però forte quanto quello familiare o quello di affinità.

## Lingua
La lingua Moni è inserita nel raggruppamento di famiglie trans-Nuova Guinea, e più precisamente nella famiglia delle lingue dei laghi Wissel-Kemandoga, assieme ad altri idiomi come l'Ekari e il Wolani. Si stima che la lingua sia parlata da circa 20000 persone.